# Ulver
Gli Ulver ("lupi" in norvegese) sono un gruppo musicale sperimentale norvegese, considerati una delle band più influenti nella scena musicale scandinava sia nel campo elettronico che in quello del black metal. Hanno saputo sempre rinnovarsi e rimanere dinamici, diventando un pilastro prima del black metal più classico, poi di quello più avanguardista, fino a cambiare totalmente genere, passando per folk, ambient, elettronica e trip hop fino ad arrivare all'art rock.

## Storia
Gli Ulver nacquero nel 1993 con Carl Michael Eide alle percussioni e Kristoffer Rygg (Garm) alla voce e ai sintetizzatori.
Sempre nel 1993 gli Ulver realizzarono due demo: il loro demo d'esordio Rehearsal 1993 e Vargnatt, autoprodotti. Nel 1994 l'etichetta underground Necromantic Gallery pubblicò lo split Ulverytternes Kamp, con canzoni degli Ulver e dei Mysticum. L'album tuttavia venne distribuito molto poco, fuori dalla Norvegia è introvabile e costituisce una delle rarità della band.
Nel 1995 gli Ulver realizzarono Bergtatt, sotto l'etichetta Head not Found, considerato a tutt'oggi uno dei loro migliori lavori. Si tratta di una sorta di concept album, in 5 tracce, che narra la storia di una ragazza "persa nella foresta dei troll", dove si ascoltano gli Ulver alle prese con sfuriate black, con una batteria tiratissima e una grande prova di screaming, alternate a parti più folk e melodiche, dove Garm utilizza uno straordinario canto "corale".
Nel 1996, sempre con la Head not Found realizzarono Kveldssanger, abbandonando per un momento il black canonico di Bergtatt dando vita a un album interamente acustico.
Il successo di Bergtatt e Kveldssanger portò agli Ulver un ricco contratto discografico con la Century Media. Il risultato fu Nattens Madrigal, uscito nel 1997, concept album sul tema della licantropia, uno degli ultimi album di black metal canonico "vecchio stile".
La scarsa qualità della registrazione dell'album Nattens Madrigal ha dato credito a molte voci, secondo cui l'album sarebbe stato registrato in una foresta col semplice ausilio di un piccolo amplificatore e di un registratore a quattro tracce. Tuttavia lo stesso Kristoffer Rygg ha smentito in un'intervista la voce, ritenendo fosse stata fatta circolare dalla Century Media.
Dopo quell'opera gli Ulver decisero di abbandonare il folkish black metal, per dirigersi verso una musica più sperimentale e avanguardista, con l'inserimento di molte più parti elettroniche. Un anno dopo Nattens madrigal vennero così realizzati, sotto la Jester Records (il cui direttore è il primo cantante della band, Kristoffer Rygg) The Trilogie - Three Journeyes through the Norwegian Netherworlde (che altro non è che una ristampa in vinile dei primi tre album) e Themes from William Blake's The Marriage of Heaven and Hell. Anche quest'ultimo è un concept album, in 2 CD, basato sull'opera di William Blake Il matrimonio del cielo e dell'inferno.
Nel 1999 uscì l'EP Metamorphosis, con il quale gli Ulver abbandonarono completamente ogni influenza di derivazione metal, per sperimentare in campo elettronico, con accenni Drum and bass. Sempre con la Jester, nel 2000 la band realizzò l'album Perdition City, con un nuovo cambio di stile per dirigersi verso i difficili lidi del trip hop di gruppi come Massive Attack, Portishead e Tricky, questo unito a una diffusissima componente ambient, ad un'elettronica oscura e angosciante di stampo The Future Sound Of London e raffinati accenni jazz, grazie all'uso di un sassofono e di particolari tempi di batteria.
Dopo Perdition City la band realizzò diversi EP: a poca distanza l'uno dall'altro, nel 2001 uscirono Silence Teaches You How to Sing (Jester Records, 2001) e Silencing the Singing, riuniti poi nella raccolta Teachings in Silence. Questi lavori si muovono sull'idea, più volte espressa da Kristoffer Rygg in quel periodo, che "la musica del futuro è il silenzio". Il canto viene messo da parte: si hanno lunghe composizioni ripetitive ed ipnotiche, capaci di riprendere e portare oltre gli spunti più avanguardistici e sperimentali di Perdition City. Uscì in seguito la compilation 1993-2003 First Decade in the Machines, e le colonne sonore Lyckantropen Themes (2003) e Svidd Neger (2004).
Nel 2005 è uscito l'album Blood Inside, con un nuovo cambio di rotta: abbiamo infatti una personalissima rivisitazione del più visionario Avantgarde unito a trip hop e ambient, il tutto immerso in un contesto caotico e fervido di intuizioni decisamente d'avanguardia.
È, invece, del 2007 l'album Shadows of the Sun, dove la follia e il caos del suo predecessore lasciano spazio a un'atmosfera particolarmente evocativa e pacata.
Dopo 15 anni dal loro ultimo live, gli Ulver sono tornati sul palco a Lillehammer il 30 maggio 2009. Nel 2011 gli Ulver hanno realizzato Wars of the Roses, un album che cerca di unire le atmosfere elettroniche e caotiche di Blood Inside con l'ambient di Shadow of The Sun.

## Formazione

### Membri attuali
- Kristoffer Rygg (Garm, Trickster G., G. Wolf, Fiery G. Maelstrom) - voce, campionatore, percussioni elettroniche, tastiera
- Jørn H. Sværen - campionatore, effetti sonori

### Ex componenti
- Tore Ylwizaker - tastiere, sintetizzatori, programmazione
- Daniel O'Sullivan - chitarra, basso
- Håvard Jørgensen (Haavard) - chitarra
- Torbjørn Pedersen (Aismal) - chitarra
- Grellmund - chitarra
- A. Reza - chitarra
- Tykje - chitarra
- Knut Magne Valle - chitarra
- Erik Olivier Lancelot (AiwarikiaR) - percussioni
- Carl Michael Eide (Aggressor, Czral) - percussioni
- Hugh Steven James Mingay (Skoll) - basso
- Robin Malmberg - basso
- Stian - chitarra

## Discografia

### Album in studio
- 1995 - Bergtatt - Et Eeventyr i 5 Capitler
- 1996 - Kveldssanger
- 1997 - Nattens Madrigal - Aatte Hymne Til Ulven I Manden
- 1998 - Themes from William Blake's The Marriage of Heaven and Hell
- 2000 - Perdition City
- 2005 - Blood Inside
- 2007 - Shadows of the Sun
- 2011 - Wars of the Roses
- 2013 - Messe I.X-VI.X
- 2016 - ATGCLVLSSCAP
- 2017 - The Assassination of Julius Caesar
- 2020 - Flowers of Evil
- 2021 - Scary Muzak
- 2024 - Liminal Animals

### Album dal vivo
- 2011 - The Norwegian National Opera
- 2013 - Live at Roadburn
- 2019 - Drone Activity

### Cover
- 2012 - Childhood's End

### Collaborazioni
- 2014 - Terrestrials (con i Sunn O))))

### EP
- 1999 - Metamorphosis
- 2001 - Silence Teaches You How to Sing
- 2001 - Silencing the Singing
- 2003 - A Quick Fix of Melancholy
- 2017 - Sic transit gloria mundi

### Colonne sonore
- 2002 - Lyckantropen Themes
- 2003 - Svidd neger
- 2016 - Riverhead

### Split
- 1994 - Ulverytternes Kamp (con i Mysticum)

### Tributi
- 2007 - My Own Wolf: A New Approach

### Remix
- 2003 - 1993-2003: 1st Decade in the Machines

### Compilation
- 2002 - Teachings in Silence
- 2012 - Oddities & Rarities#1

### Cofanetti
- 1998 - The Trilogie - Three Journeyes through the Norwegian Netherworlde
- 2014 - Trolsk Sortmetall 1993-1997

### Singoli
- 2011 - February MMX
- 2012 - Roadburn EP

### Demo
- 1993 - Rehearsal 1993
- 1993 - Vargnatt

## Videografia
- 2011 - The Norwegian National Opera

## Collaborazioni
- Steinar Sverd Johnsen (noto anche come Sverd) - pianoforte (Vargnatt, Bergtatt)
- Alf Gaaskjønli - violoncello (Kveldssanger)
- Rolf Erik Nyström - sassofono (Perdition City)
- Jan Axel Blomberg (noto anche come Hellhammer) - percussioni
- Ivar H. Johansen - percussioni (Perdition City)
- Kåre J. Pedersen - percussioni (Perdition City)
- Bård G. Eithun (noto anche come Faust) - percussioni (Perdition City)
- Øystein Moe - basso (Perdition City)
- Stine Grytøyr - voce (Themes from William Blake's The Marriage of Heaven and Hell)
- Tomas Tormodseter Haugen (noto anche come Samoth) - voce (Themes from William Blake's The Marriage of Heaven and Hell)
- Vegard Sverre Tveitan (noto anche come Ihsahn) - voce (Themes from William Blake's The Marriage of Heaven and Hell)
- Gylve Nagell (noto anche come Fenriz) - voce (Themes from William Blake's The Marriage of Heaven and Hell)
- Lill Katherine Stensrud - voce e flauto (Bergtatt)
- Christian Fennesz - elettronica nella traccia Vigil da Shadows of the Sun